# 大賀郁夫
大賀 郁夫（おおが いくお、1960年 - ）は、日本の歴史学者。宮崎公立大学人文学部国際文化学科教授。専門は日本近世史。宮崎県出身。
1984年、九州大学文学部史学科卒業。1992年、九州大学大学院文学研究科博士後期課程単位取得退学。

## 著書

### 単著
- 『近世山村社会構造の研究』　（校倉書房、2005年）

### 共著
- 『宮崎県の歴史』　（山川出版社、1999年）

### 編著
- 『高千穂と日向街道 街道の日本史53』　（吉川弘文館、2001年）

## 論文
- 「近世前期山村における年貢勘定と村請制」　『九州史学』1991年
- 「近世村落における村高と役高」　『宮崎県史研究』1991年
- 「近世山村における年貢と銀流通」『宮崎県史研究』1989年
- 「高外地域における領主仕置権に関する一考察-預所椎葉山への人吉蕃の自分仕置権について-」　藤野保先生還暦記念会編『近世日本の社会と流通』（1993年）
- 「近世日向における山産物の流通と統制」　『文明のクロスワード』1993年
- 「近世期山村支配の基調と『公儀』-元和五年椎葉山騒動の再検討-」　『宮崎公立大学人文学部紀要』1995年
- 「近世焼畑検地考」　『宮崎県史研究』1996年
- 「『由来記』の成立 -椎葉山『由来記』成立の背景-」　『宮崎公立大学人文学部紀要』1996年
- 「椎葉山への年貢賦課について」　『歴史地名通信』1997年
- 「幕末期譜代藩の海防政策と『地域的動向』-日向延岡藩を中心に-」　中村質編『開国と近代化』　（吉川弘文館、1997年）